# Soap Opera Digest Award per il miglior attore non protagonista in una soap opera

## Miglior attore non protagonista in una soap opera per il Daytime
- 1984
  - John de Lancie (Eugene Bradford) – Il tempo della nostra vita (Days of Our Lives)

- 1985
  - John de Lancie (Eugene Bradford) – Il tempo della nostra vita

- 1986
  - Stephen Nichols (Steve Patch Johnson) – Il tempo della nostra vita
  - Warren Burton (Warren Andrews) – Sentieri (Guiding Light)
  - David Canary (Adam Chandler/Stuart Chandler) – La valle dei pini (All MyChildren)
  - Jordan Clarke (Billy Lewis) – Sentieri
  - Nicholas Coster (Lionel Lockridge) – Santa Barbara
  - Russell Curry (Carter Todd) – Destini (Another World)
  - Richard Egan (Samuel 'Sam' Clegg II) – Capitol
  - Larry Gates (H. B. Lewis) – Sentieri
  - David Lewis (Edward L. Quartermaine) – General Hospital
  - John Sanderford (Frank Ryan) – I Ryan (Ryan's Hope)
  - Josh Taylor (Roman Brady) – Il tempo della nostra vita

- 1988
  - Nicholas Coster (Lionel Lockridge) – Santa Barbara
  - Larry Gates (H. B. Lewis) – Sentieri
  - Benjamin Hendrickson (Hal Munson) – Così gira il mondo (As the World Turns)
  - Mark La Mura (Mark Dalton) – La valle dei pini
  - James Mitchell (Palmer Cortlandt) – La valle dei pini

- 1989
  - Quinn Redeker (Rex Sterling) – Febbre d'amore (The Young and the Restless)
  - Bernard Barrow (Johnny Ryan) – I Ryan
  - Scott DeFreitas (Andy Dixon) – Così gira il mondo
  - Mark La Mura (Mark Dalton) – La valle dei pini
  - Joe Lambie (George Stuart) – Sentieri

- 1990
  - Robert Gentry (Ross Chandler) – La valle dei pini
  - Scott DeFreitas (Andy Dixon) – Così gira il mondo
  - Tom Eplin (Jack McKinnon) – Destini
  - David Forsyth (John Hudson) – Destini
  - Michael O'Leary (Rick Bauer) – Sentieri

- 1991
  - Jordan Clarke (Billy Lewis) – Sentieri
  - Brad Lockerman (Shep Casey) – General Hospital
  - Richard Roundtree (Daniel Reubens) – Generations
  - Stephen Schnetzer (Cass Winthrop) – Destini
  - Walt Willey (Jackson Montgomery) – La valle dei pini

- 1992
  - Doug Davidson (Paul Williams) – Febbre d'amore
  - Stuart Damon (Alan Quartermaine) – General Hospital
  - James Rebhorn (Angus Oliver) – Così gira il mondo
  - William Roerick (Henry Chamberlain) – Sentieri
  - Richard Shoberg (Tom Cudahy) – La valle dei pini

- 1993
  - Josh Taylor (Roman Brady) – Il tempo della nostra vita
  - Thom Christopher (Carlo Hesser) – Una vita da vivere (One Life to Live)
  - Stuart Damon (Alan Quartermaine) – General Hospital
  - Scott Holmes (Tom Hughes) – Così gira il mondo
  - Wortham Krimmer (Andrew Carpenter) – Una vita da vivere
  - Peter Simon (Ed Bauer) – Sentieri
  - Jerry Ver Dorn (Ross James Marler) – Sentieri

- 1994
  - Justin Deas ('Buzz' Cooper) – Sentieri
  - John Callahan (Edmund Grey) – La valle dei pini
  - Scott Holmes (Tom Hughes) – Così gira il mondo
  - Wally Kurth (Ned Ashton) – General Hospital
  - John McCook (Eric Forrester) – Beautiful (The Bold and the Beautiful)
  - Nathan Purdee (Hank Gannon) – Una vita da vivere

- 1995
  - Brad Maule (Marlena Evans) – General Hospital
  - Benjamin Hendrickson (Hal Munson) – Così gira il mondo
  - Randolph Mantooth (Alex Masters/Clay Alden) – Quando si ama (Loving)

- 1996
  - Stuart Damon (Alan Quartermaine) – General Hospital
  - Timothy Gibbs (Gary Sinclair) – Destini
  - Darnell Williams (Jacob Foster/Jacob Johnson) – Quando si ama

- 1997
  - Doug Davidson (Paul Williams) – Febbre d'amore
  - Scott Holmes (Tom Hughes) – Così gira il mondo
  - Randolph Mantooth (Alex Masters) – The City

- 1998
  - Michael E. Knight (Tad Martin) – La valle dei pini
  - John McCook (Eric Forrester) – Beautiful
  - Robert Newman (Joshua Lewis) – Sentieri

- 1999
  - Ian Buchanan (James Warwick) – Beautiful
  - Michael E. Knight (Tad Martin) – La valle dei pini
  - Robert S. Woods (Bo Buchanan) – Una vita da vivere

- 2000
  - Jon Lindstrom (Kevin Collins/Ryan Chamberlain) – Port Charles
  - Scott Holmes (Tom Hughes) – Così gira il mondo
  - Robert Newman (Joshua Lewis) – Sentieri

- 2001
  - John Aniston (Victor Kiriakis) – Il tempo della nostra vita
  - John Ingle (Edward Quartermaine) – General Hospital
  - Ben Masters (Julian Crane) – Passions

- 2003
  - Michelle Stafford (Phyllis Summers) – Febbre d'amore
  - Michael E. Knight (Tad Martin) – La valle dei pini
  - Ben Masters (Julian Crane) – Passions
  - Kristoff St. John (Neil Winters) – Febbre d'amore
  - Timothy Stickney (R.J. Gannon) – Una vita da vivere

- 2005
  - Rick Hearst (Ric Lansing) – General Hospital
  - Winsor Harmon (Thorne Forrester) – Beautiful
  - Vincent Irizarry (David Hayward) – La valle dei pini
  - Sean Kanan (Deacon Sharpe) – Beautiful
  - Christian LeBlanc (Michael Baldwin) – Febbre d'amore
  - Paul Anthony Stewart (Daniel 'Danny' Santos) – Sentieri

## Miglior attore non protagonista in una soap opera per il Primetime
- 1984
  - Steve Kanaly (Ray Krebbs) – Dallas

- 1985
  - Steve Kanaly (Ray Krebbs) – Dallas

- 1986
  - Doug Sheehan (Ben Gibson) – California (Knots Landing)
  - Steve Kanaly (Ray Krebbs) – Dallas
  - Ken Kercheval (Cliff Barnes) – Dallas
  - Lorenzo Lamas (Lance Cumson) – Falcon Crest
  - Simon MacCorkindale (Greg Reardon) – Falcon Crest

- 1988
  - Steve Kanaly (Ray Krebbs) – Dallas
  - Hunt Block (Peter Hollister) – California
  - Christopher Cazenove (Ben Carrington) – Dynasty
  - Brett Cullen (Dan Fixx) – Falcon Crest
  - Howard Keel (Clayton Farlow) – Dallas

- 1989
  - William Devane (Greg Sumner) – California
  - Ken Kercheval (Cliff Barnes) – Dallas
  - Jack Scalia (Nicholas Pearce) – Dallas

- 1990
  - Ken Kercheval (Cliff Barnes) – Dallas
  - David Beecroft (Nick Agretti) – Falcon Crest
  - Larry Riley (Frank Williams) – California

- 1991
  - Larry Riley (Frank Williams) – California
  - Ken Kercheval (Cliff Barnes) – Dallas
  - Everett McGill (Big Ed Hurley) – I segreti di Twin Peaks (Twin Peaks)